# 戰神象兜蟲
戰神象兜蟲（學名：Megasoma mars）是象兜蟲屬中身長最長的一種，以戰神瑪爾斯命名。其雄性身長最长可達144mm，雌性平均身长55-90mm。其體重雖不及亞克提恩象兜蟲，但身長比后者更长。
戰神象兜蟲主要分布在亚马逊河流域中西部，即巴西至哥伦比亚北部。